# اس‌وی پل
اس‌وی پل (به انگلیسی: SV Paul) یک کشتی بود که طول آن ۲۳۰ فوت (۷۰ متر) بود. این کشتی در سال ۱۹۱۹ ساخته شد.